# 尚古古
尚古古（Cyangugu；旧作Shangugu）是非洲中部國家盧旺達的城市，由西部省負責管轄，位於該國西部基伍湖南端，在魯濟濟河對岸是剛果民主共和國城市布卡武，毗鄰尼温圭国家公园，2002年人口估計約19,900。